# Eupithecia consors
Eupithecia consors es una especie de polilla de la familia Geometridae. La especie fue descrita por primera vez por William Warren habiendo sido descrita en 1900, con distribución en México. El holotipo de la especie fue descrita en Orizaba.